# Harzer Käse

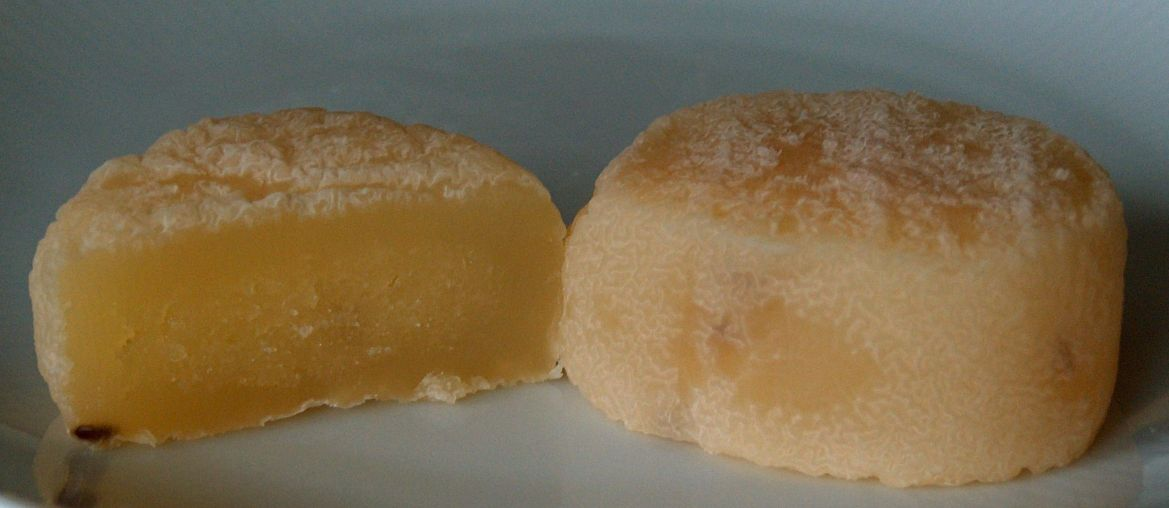
Harzer Käse.

El queso Harzer (en alemán: Harzer Käse) es un queso elaborado con leche agria semi-desnatado (similar al Quark) que sólo contiene un pequeño porcentaje de grasa, muy celebrado en algunas partes de Alemania. Originariamente proviene de los alrededores del Harz al sur de Braunschweig. Es característico su fuerte olor y aroma picante.

## Apariencia y características
Este queso suele ofrecerse en piezas cilíndricas planas, de unos 5cm de diámetro. Estas piezas suelen envasarse alineadas formando un rollo, por lo que a veces se le llama Harzer Roller. 
Un condimento muy típico en este queso es el comino, aunque existen diferentes variantes:
- Harzer Käse recubierto de una capa blanca que contiene hongos blancos.
- Harzer Käse recubierto de una capa de hongos rojos denominada Rotschmiere.

Ambas formas tienen un olor muy fuerte, siendo el segundo de sabor más fuerte que el primero. el tiempo de maduración de este queso va desde unos días hasta unas semanas. Este queso si no alcanzara la maduración, se notaría en que tendría un centro crudo.

## Usos gastronómicos
Se come habitualmente con pan o con mostaza, así como con pepinillos en vinagre. 